# گریم (کارولینای شمالی)
گریم (به انگلیسی: Graham) شهری در ایالت کارولینای شمالی کشور ایالات متحده آمریکا است که جمعیت آن در سرشماری سال ۲۰۱۰ میلادی، ۱۴٬۱۵۳ نفر بوده‌است.